# 防衛出動
防衛出動（ぼうえいしゅつどう）とは、日本国民の生命、自由及び幸福追求の権利が根底から覆される明白な危険がある事態に際して、日本を防衛するため必要があると認める場合に、内閣総理大臣の命令により、自衛隊の一部または全部が出動すること。自衛隊法第6章「自衛隊の行動」のうち第76条に規定されている。

## 概要
防衛出動は、自衛権行使の一態様であり、2022年（令和4年）現在の法律上、最高水準の防衛行動とされる。防衛出動には国会の承認が求められるなど、様々な制約がある反面、武力攻撃を排除するため、自衛権に基づき必要な「武力の行使」が認められ、多くの権限が定められるなど、内閣総理大臣の指揮監督の下、自衛隊の幅広い活動を可能にする。自衛隊創設以来、過去に防衛出動が行われたことは一度もない。
自衛隊法には、「第6章：自衛隊の行動」として、この他、治安出動、警護出動、海上警備行動、破壊措置命令、災害派遣、地震防災派遣、原子力災害派遣などが第76条から第82条にかけて定められている。
これら、防衛出動以外の自衛隊の行動と防衛出動の大きな違いは、「武力の行使」にある。防衛出動時には、自衛隊法88条に基づき、自衛隊は「わが国を防衛するため、必要な武力を行使」することができる。これは平時及び防衛出動以外の行動における武器の使用とは大きく異なるものであり、正当防衛や緊急避難の要件を満たさずとも、「国際の法規及び慣例」及び「事態に応じ合理的に必要と判断される限度」の枠内で実力行使が可能である。
2003年（平成15年）有事法制を巡る議論の中で、防衛出動が命ぜられた職員には防衛出動手当を支給することが定められたが、その額面は定められていない。

## 防衛出動の特徴
- 武力攻撃事態又は存立危機事態の認定

①我が国に対する外部からの武力攻撃が発生した事態、②我が国に対する外部からの武力攻撃が発生する明白な危険が切迫していると認められるに至つた事態（武力攻撃事態）又は、③我が国と密接な関係にある他国に対する武力攻撃が発生し、これにより我が国の存立が脅かされ、国民の生命、自由及び幸福追求の権利が根底から覆される明白な危険がある事態（存立危機事態）が発生した場合においては、政府は、武力攻撃事態等及び存立危機事態における我が国の平和と独立並びに国及び国民の安全の確保に関する法律（事態対処法）第9条の規定に基づき、対処基本方針を定めて、武力攻撃事態又は存立危機事態の認定を行う。同条第4項の規定により、自衛隊に防衛出動を命じることの承認を国会に求めるとき、又は国会の承認を事後として防衛出動を命じる場合は、その旨を対処基本方針に明記する。
対処基本方針は、事態対処法第9条第7項に基づき、閣議の承認を得たのち、国会の承認を得なければならない。
- 国会の承認

内閣総理大臣が防衛出動を命じるに当たっては、事態対処法9条に基づき、国会の承認を得なければならない（この承認は対処基本方針の承認とは別個のものである）。この国会の承認は、特に緊急の必要があり事前に国会の承認を得るいとまがない場合を除き、事前に得なければならない。承認の議決が得られた場合は、対処基本方針を変更して、その旨を記載する必要がある。また、対処基本方針について不承認の議決があったとき又は国会が対処措置を終了すべきことを議決したとき、対処措置を実施する必要がなくなったと認めるときは、内閣総理大臣は、対処措置を終了することを閣議にかけ、防衛出動を命じた自衛隊に撤収を命じなければならない。
- 武力の行使

防衛出動を命ぜられた自衛隊は、日本国を防衛するため、必要な武力を行使することができる。なお、その際、国際の法規及び慣例によるべき場合にあってはこれを遵守し、かつ、事態に応じ合理的に必要と判断される限度をこえてはならないものとされている。
- 公共の秩序の維持

防衛出動を命ぜられた自衛隊は、自衛隊法88条の規定により武力を行使するほか、必要に応じ、公共の秩序を維持するため行動することができる。この公共の秩序の維持に当たっては、警察官職務執行法が準用されるほか、治安出動を命ぜられた場合と同等の権限も付与される。
- 物資の収用等

防衛出動時における物資の収用など、任務遂行するために必要な権限については、自衛隊法（103条以下）に詳細に定められる。具体的には次の区分に分けられる。
- 自衛隊の活動区域内では、都道府県知事（事態に照らし緊急を要する場合は、防衛大臣又は政令で定める者）は、防衛大臣又は政令で定める者の要請に基づき、①病院、診療所その他政令で定める施設を管理し、②土地、家屋若しくは物資を使用し（この際、やむを得ない場合は家屋の形状を変更することができる。）、③物資の生産、集荷、販売、配給、保管若しくは輸送を業とする者に対してその取り扱う物資の保管を命令、又はこれらの物資を収用することができる。
- 自衛隊の活動区域外でも、防衛大臣が定めた区域では、都道府県知事は、防衛大臣又は政令で定める者の要請に基づき、①病院、診療所その他政令で定める施設の管理、土地、家屋若しくは物資の使用若しくは物資の収用を行い、②取扱物資の保管命令を発し、③当該地域内にある医療、土木建築工事又は輸送を業とする者に対してその者が行う事務への従事命令を出すことができる。

- 海上保安庁の統制

内閣総理大臣は、防衛出動を命じた場合、特別の必要があると認めるときは、海上保安庁の全部又は一部をその統制下に入れることができる。このとき、統制下に入れた海上保安庁は、防衛大臣に指揮させるが、防衛大臣の海上保安庁の全部又は一部に対する指揮は、海上保安庁長官に対して行うものとされている。
- アメリカ軍への役務の提供

防衛出動を命ぜられた自衛隊は、日米安全保障条約に従って行動するアメリカ軍に対し、行動関連措置としての役務の提供を実施することができる。
- 緊急通行

防衛出動を命ぜられた自衛官は、当該自衛隊の行動に係る地域内を緊急に移動する場合において、通行に支障がある場所をう回するため必要があるときは、一般交通の用に供しない通路又は公共の用に供しない空地若しくは水面を通行することができる。
- 捕虜等の取り扱い

防衛出動下令時における捕虜等の取り扱いは、武力攻撃事態及び存立危機事態における捕虜等の取扱いに関する法律に基づき、ジュネーヴ条約に則って行われる。
防衛出動を命ぜられた自衛隊の自衛官（出動自衛官）は、武力攻撃が発生した事態又は存立危機事態において、服装、所持品の形状、周囲の状況その他の事情に照らし、抑留対象者に該当すると疑うに足りる相当の理由がある者があるときは、これを拘束することができる。
- 特定公共施設等利用法などの関連法律に基づく措置

武力攻撃事態・存立危機事態及び武力攻撃予測事態においては、武力攻撃事態への対処（自衛隊の防衛出動に伴う措置に限らず、住民の避難といった国民の保護や経済統制などにも適用される。）のため、武力攻撃事態等における特定公共施設等の利用に関する法律（特定公共施設利用法）に基づき、下のことができる。
- 内閣総理大臣による港湾施設の優先利用の要請・指示。この指示に従わない場合は、国土交通大臣に港湾施設の利用許可の取り消しなどの処分をさせることができる。
- 内閣総理大臣による飛行場施設の優先利用の要請・指示。この指示に従わない場合は、国土交通大臣に飛行場施設の利用許可の取り消しなどの処分をさせることができる。
- 海上保安庁長官による海域の航行制限。違反した場合は3月以下の懲役又は30万円以下の罰金に処される。
- 総務大臣による、防衛出動した自衛隊による無線通信を優先的に行えるようにするための、無線局へ付与した免許の条件の変更。

このほかにも、武力攻撃事態等における国民の保護のための措置に関する法律（国民保護法）に基づき、市町村長（緊急の場合は都道府県知事によって代行することができるほか、警察官、海上保安官、自衛官も限られた場合においてこの処置を行うことができる。）による警戒区域の設定と住民の立ち退き、生活関連等施設の立ち入り制限や、航空法第80条などに基づき、飛行の禁止区域なども設定できる。これらの処置には罰則が付与されることも多い。

本項に掲げた他にも、防衛出動時に自衛隊などに認められる権限は多々ある。

## 防衛出動待機命令・防御陣地構築の措置
- 防衛大臣は、事態が緊迫し、防衛出動命令が発せられることが予測される場合において、これに対処するため必要があると認めるときは、内閣総理大臣の承認を得て、自衛隊の全部又は一部に対し出動待機命令を発することができる。
- また、防衛大臣は、防衛出動を命ぜられた自衛隊の部隊を展開させることが見込まれ、かつ、防備をあらかじめ強化しておく必要があると認める地域（展開予定地域）があるときは、内閣総理大臣の承認を得た上、その範囲を定めて、自衛隊の部隊等に当該展開予定地域内において陣地その他の防御のための施設（防御施設）を構築する措置を命ずることができる。この際、都道府県知事は、防衛大臣又は政令で定める者の要請に基づき、土地を使用することができる。防御陣地の構築の際には、自衛隊は、当該職務を行うに際し、自己又は自己と共に当該職務に従事する隊員の生命又は身体の防護のためやむを得ない必要があると認める相当の理由がある場合には、その事態に応じ合理的に必要と判断される限度で武器を使用することができる。ただし、正当防衛又は緊急避難に該当する場合のほか、人に危害を与えてはならない。